# The Print Connoisseur
The Print Connoisseur (de son nom complet The Print Connoisseur: A Quarterly Magazine for the Print Collector) est une revue trimestrielle publiée à New York de 1920 à 1932 par Winfred Porter Truesdell.

## Éditions
La revue est composée de 46 numéros dont le premier est publié en octobre 1920 et le dernier en 1932 (vol. 12, no 2).
La plupart des numéros contiennent au moins une estampe originale sur le frontispice. Les estampes originales sont exécutées par des artistes américains ou européens contemporains tels que John Taylor Arms, Frank W. Benson, George Elmer Burr, Emil Fuchs, Arthur William Heintzelman, Norman Kent, Paul Landacre (en), J. J. Lankes (en), Frederick Reynolds, Birger Sandzén (en), Howard Simon (en), Tavík František Šimon, Joseph Uhl, Lynd Ward.
Elle est d'abord éditée trimestriellement avec une couverture en papier. Cela permet à certains abonnés d'avoir leurs exemplaires reliés de façon préférentielle. La composition de la couverture peut changer d'un trimestre à l'autre ; parfois, la couverture d'un même numéro peut paraître imprimée dans des couleurs différentes.
À la fin de l'année, un abonné peut commander une version reliée à l'éditeur.
Des éditions limitées sont proposées avec des estampes signées ou possèdent un frontispice différent (en étant par exemple proposé en couleur plutôt qu'en noir et blanc).